# Bắc Thái
Bắc Thái was een provincie in de regio Noord-Vietnam. De hoofdstad van de provincie was Thái Nguyên. Bắc Thái is Vietnamees voor Noord-Thailand.
In 1997 is de provincie gesplitst in Thái Nguyên en Bắc Kạn.